# Club García Agreda
El Club Deportivo y Cultural Teniente Coronel Rodolfo García Agreda, más conocido simplemente como García Agreda, es un club de fútbol boliviano con sede en la ciudad de Tarija. Fue fundado el 28 de febrero de 1948 y actualmente juega en la Asociación Tarijeña de Fútbol. Disputa sus encuentros como local en el Estadio IV Centenario con capacidad para 25 000 espectadores.

## Uniforme
- Uniforme titular: Camiseta blanca con una «V» azul, pantalón y medias blancas.
- Uniforme alternativo: Camiseta azul con una «V» blanca, pantalón y medias azules.

| Titular | Visitante |

## Instalaciones

### Estadio

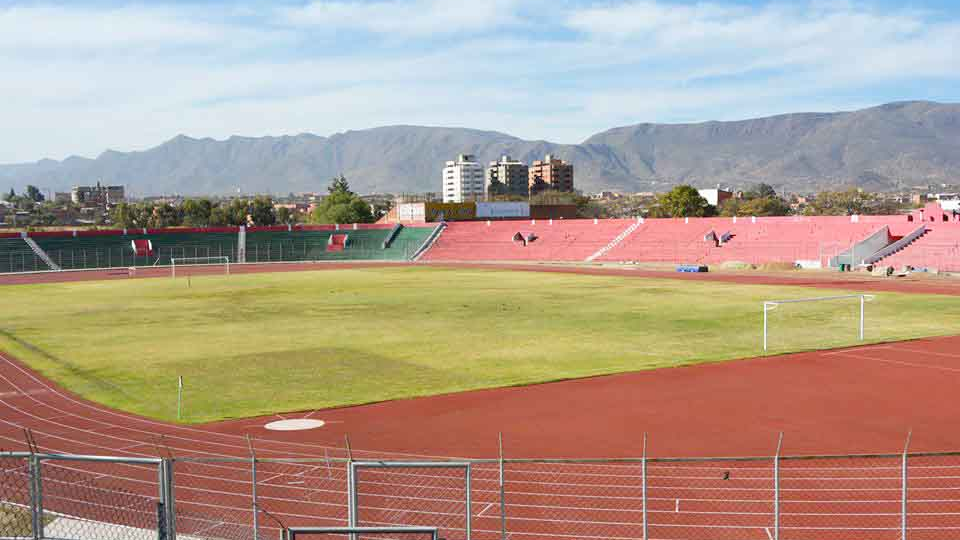
Panorámica del Estadio IV Centenario.

García Agreda disputa sus encuentros como local en el Estadio IV Centenario, de propiedad del Gobierno de Tarija. El recinto deportivo se ubica en la Av. Potosí y la calle O'Connor, en el barrio de La Pampa. Cuenta con un aforo total para 20 000 espectadores.
El estadio fue inaugurado el 11 de enero de 1950. Es el principal centro deportivo de la ciudad, la superficie de la cancha es de césped natural, cuenta con una moderna pista atlética. Posee un tablero electrónico con pantalla led de 7 m X 4 m. Cuenta con 312 luminarias de generación 3, la iluminación led del estadio, es de última generación y la más moderna del país.

### Instalaciones deportivas
El Club Deportivo realiza sus prácticas en el Complejo Deportivo García Agreda.

## Datos del club
- Temporadas en Primera División: 0
- Participaciones en Copa Simón Bolívar: 9 (2010-2011/12-2012/13-2013/14, 2015/16, 2020-2021-2022-2023).
- Participaciones en Copa Bolivia: 3 (2013, 2015 y 2016).
- Mejor ubicación en Copa Simón Bolívar: Semifinalista (2010 y 2021).

### Distinciones individuales
- Goleadores de la Copa Simón Bolívar.
  - Adalid Aceituno (2021).

## Participaciones

### Competiciones nacionales
| Torneo  | Posición         | PJ | PG | PE | PP | GF | GC | DG  | Pts. |
| ------- | ---------------- | -- | -- | -- | -- | -- | -- | --- | ---- |
| 2010    | Semifinales      | 10 | 5  | 4  | 1  | 13 | 9  | +4  | 19   |
| 2011/12 | Primera fase     | 12 | 4  | 5  | 3  | 13 | 10 | +3  | 17   |
| 2012/13 | Primera fase     | 8  | 1  | 5  | 2  | 14 | 12 | +-2 | 8    |
| 2013/14 | Hexagonal final  | 18 | 11 | 1  | 6  | 28 | 23 | +5  | 34   |
| 2015/16 | Segunda fase     | 14 | 4  | 3  | 7  | 18 | 22 | -4  | 15   |
| 2020    | Primera fase     | 6  | 2  | 3  | 1  | 8  | 6  | +2  | 9    |
| 2021    | Semifinales      | 14 | 6  | 6  | 2  | 31 | 24 | +7  | 24   |
| 2022    | Octavos de final | 10 | 2  | 4  | 4  | 12 | 14 | -2  | 10   |
| 2023    | Primera fase     | 8  | 0  | 4  | 4  | 5  | 14 | -9  | 4    |

## Jugadores

### Extranjeros en el club
| Nacionalidad | Número | Jugadores                          |
| ------------ | ------ | ---------------------------------- |
| Argentina    | 2      | Leonardo Sánchez, Juan Pablo Gómez |
| Colombia     | 2      | José Ortiz, Sleater Arroyo         |
| Brasil       | 1      | Rómulo de Souza                    |

## Entrenadores

### Cronología de entrenadores
- Juan Carlos Ríos (2010)
- Jhonny Ceballos (2011)
- Milton Maygua (2011-2012)
- Alberto Sánchez Krayasich (2014)
- Cristian Bernadas (2015)
- David Vargas  (2016-2017)
- Juan Maraude (2020)
- Ramiro Tolaba (2021)
- Luis Montellano (2022)
- José Luis Iturri (2022)
- Claudio Marrupe (2022)
- Raúl Musuruana (2023-)
- Héctor Limache (2023-)

## Palmarés

### Torneos regionales
| Competición regional  | Títulos        | Subcampeonatos                             |
| --------------------- | -------------- | ------------------------------------------ |
| Primera "A" (ATF) (2) | 2011/12, 2021. | 2010, 2011, 2012/13, 2014/15, 2015/16. (5) |